# Rhacophorus modestus
Rhacophorus modestus es una especie de rana de la familia Rhacophoridae.

## Distribución geográfica
Es endémica de Sumatra.
Esta especie está en peligro de extinción  por la pérdida de su hábitat natural.